# Pedro Téllez-Girón y Velasco
Pedro Téllez-Girón i Velasco (Osuna, 17 de desembre de 1574 - Barajas, 24 de setembre de 1624) va ser un noble, polític i militar espanyol, Gran d'Espanya, III duc d'Osuna, II marquès de Peñafiel, VII comte d'Ureña i Senyor d'Olvera entre altres títols, cavaller del Toisón d'Or. Va servir a Felip III en les ocupacions de virrei i capità general dels regnes de Sicília (1610-1616) i de Nàpols (1616-1620), reorganitzant la seva marina i combatent amb èxit a turcs i venecians. Se li atribueix l'organització de la Conjuració de Venècia, un dels episodis més foscos del segle xvii.
Sent encara un nen es va traslladar amb el seu pare a Nàpols, del qual era virrei el seu avi Pedro Téllez-Girón i de la Cueva i on va tenir per preceptor el docte humanista Andreá Savone, que li va ensenyar el llatí, demostrant des del principi excel·lents qualitats i una prodigiosa memòria. Explica que el 1585, quan encara no havia complert els onze anys d'edat, va sentir predicar un sermó a un frare franciscà, i l'endemà, convidat a menjar aquest frare pel virrei, l'estudiant nen li va recordar tot el sermó, amb gran admiració de tots els concurrents. Poc abans d'acabar-se el temps del seu virregnat, el duc va fer que el seu net visités Calàbria, entre altres províncies italianes, on va caure en mans dels malfactors que manava el famosos Cicetto, que, enamorat del bon ànim del noi, no li va fer cap mal ni va admetre diners pel seu rescat.

De tornada a Espanya va estudiar a Salamanca pels anys 1587; a finals de l'any següent va tornar a Madrid, ocupat en exercicis i estudis referents a la carrera de les armes. El seu avi, veient que el mosso demostrava massa afició les lletres i altres menys innocents distraccions, va fer que Luis Barahona de Soto, bon poeta i caçador, composés en el seu obsequi els Diàlegs de la Monteria, però mort el 1590 el primer duc d'Osuna 
| « | <"i mancat de caràcter, diu Rodríguez Marín en el seu opuscle El gran duc d'Osuna (1920), el seu fill i successor, el net, que havia quedat orfe de mare abans de complir els nou anys, lluny de lliurar-se als sans exercicis de la caça, va començar a Sevilla i allà on va caminar una llarga sèrie de entremaliadures que tal vegada mereixien qualificació menys benèvola."> | » |

 I a l'estudi que antecedeix a l'edició crítica de Rinconcete y Cortadillo', afegeix a l'esmentat autor: 
| « | <"Pels anys de 1592, entre els molts adolescents nobles i rics que a Sevilla estaven a aquesta vida de desordres i escàndols, feia de caporal, encara no havent complert els divuit anys, don Pedro Téllez Girón, marquès de Peñafiel, lliure de subjecció el decidit mosso, doncs el duc el seu pare s'havia confessat incapaç de refrenar-lo, de geni vivíssim, de molt ufanós enginy valent fins més enllà de la gosadia, i molt amic de bromes i barriles, va fer coses que, com diuen, no són al mapa, tant, que va venir a formar-se'n, en els seus mateixos dies, mite i llegenda, que va recollir després de la seva mort don Cristóbal de Monroy i Silva, a la seva comèdia intitulada Las mocedades del duque de Osuna."> | » |

No va posar fi a les seves calaverades, no totes de bon gènere, el seu casament, celebrat el 1593, amb Catalina Enríquez de Ribera, doncs dos anys més tard va ser bandejat de Sevilla i es va haver d'amagar a la Pobla de Cazalla, i va estar pres a Arévalo l'any 1600 a Peñafiel, i així va continuar fins a mitjans del citat any, en què va fugir a França, i després d'armar un enrenou a París va arribar a Flandes, on va asseure plaça de soldat, i va continuar en tan humil lloc donant exemple de disciplina i valor, fins que li van encomanar dues companyies de cavalls.

## Nomenat virrei
Els seus serveis van ser tants i tan notables, que Felip III, tenint, a més, en compte els prestats pel seu avi, el va nomenar el 1610 virrei i capità general de Sicília, estant ja el duc a la cort, on havia tornat el 1608. Abans havia casat al seu fill, llavors únic, amb Isabel de Sandoval, filla del duc d'Uceda i néta del duc de Lerma, privat del monarca, i travat íntima amistat amb Quevedo, el qual es va endur al seu virregnat. Va entrar en aquell govern per abril de 1611, 
| « | <"i en cinc anys que allí va estar, diu un escrit de l'època, va procedir amb tan gran prudència i govern a la pau i la guerra, que el rei i els ministres i el consell d'Itàlia van dir en algunes ocasions que en molts anys no hi havia hagut a Sicília millor virrei i governador. Va trobar set galeres mal armades i en va reformar deu, amb què en diferents temps va prendre moltes galeres, vaixells i bergantins d'enemics i corsaris, i en baixar l'armada del Turc, la va desbaratar, amb la mort de 4.000 turcs i pèrdua de moltes naus. Va augmentar considerablement la infanteria, va fer importants auxilis en les guerres del Piemont, va netejar de corsaris aquells mars i va remetre el dany de la moneda falsa; va lliurar el regne de lladres i saltejadors, que n'hi havia tants i vivien tan impunement, que ningú s'atrevia a viatjar, i, en resolució, així en la pau com en la guerra va procedir de tal manera, que tots van conèixer i confessar que mai havia estat a Sicília millor governador."> | » |

El Parlament de Sicília no només va confirmar els donatius ordinaris i extraordinaris concedits al rei d'Espanya per nou anys, sinó que va afegir el de 300.000 ducats, amb què a l'anterior Congrés li havia servit el regne i va aprovar amb grans elogis l'encertat govern del duc, enviant a Madrid el senyor Pedro Celeste perquè ho encarís i dissipés les queixes i calúmnies que sempre s'alcen contra els governs.
Per l'estiu del 1613 va tenir Téllez en tractes secrets amb els ministres de Nàpols i Milà, amb el Papa i els potentats sobre la campanya que s'obria al Piemont. Es va valdre per a això de Quevedo, i hagués aconseguit la presa d'Onela i Niça a no estar lliurat al duc de Savoia el marquès de Hinojosa, governador de Milà. A causa dels consells savis i temperats de Quevedo va tenir cura d'extingir la guerra de Llombardía. Va obtenir de Felipe III llicència per a armar vaixells i galeres de la seva propietat que perseguien al cors; d'això en va treure gran utilitat, encara que el cinquè de les preses pertanyessin a la Corona, i la meitat de la despulla, deduïdes despeses, li fos reclamada pel duc d'Uceda, per la influència del qual s'havia aconseguit la gràcia. En el procés contra Uceda es van trobar cartes de Téllez adonant-li d'armar en cors concedida al duc, que aquest va aprofitar durant el seu govern de Sicília i després al de Nàpols, tenia ocupada, exercitada i en bona disciplina la gent de guerra, que no va patir ni un sol daltabaix, tornant els seus vaixells sempre triomfants i carregats de riqueses.

## Quevedo enviat a Espanya
El 1615 va fer que Quevedo marxés a Espanya per indagar l'opinió engendrada per les queixes dels descontents, i l'encàrrec de fer-se a la cort amb nombroses i excel·lents amistats. Les arts de Quevedo i les recomanacions d'Uceda i Aliaga, confessor de Felip III, van valer a Téllez el nomenament de virrei de Nàpols, que per altra banda sempre va ser considerat com l'ascens immediat del de Sicília. El duc ambicionava l'ascens i no va parar fins que el 26 de setembre de 1615 va ser donat a Lerma el nou càrrec, per a l'obtenció del qual havia emprat tota mena de mitjans, i del qual no va prendre possessió fins a molt entrat l'any següent, per trobars malalt d'una antiga ferida d'arcabús rebuda a Flandes.
| « | <"Impacients esperaven els napolitans, diu Fernández-Guerra, a aquell guerrer il·lustre, que en la campanya flamenca havia estat el primer en el perill, i que ficant-se al mig de 5.000 soldats remenats en motí els va reduir amb el seu valor...Comptaven els uns als altres la seva encertada administració a Sicília, i esperaven contemplar les costes d'Itàlia cobertes de trofeus i fetes expectació del món."> | » |

En entrar Tëllez al seu nou virregnat es va dedicar de seguida a reforçar la seva dotació naval amb l'objecte de refrenar al Turc i als venecians i altres enemics d'Espanya. En contacte amb Pedro de Toledo Osorio marquès de Villafranca, governador de Milà, i amb el marquès de Bedmar, ambaixador a Venècia, es va proposar dominar a Itàlia en profit d'Espanya i contra Venècia, amb la qual el Govern de Madrid tenia més d'un motiu de greuge, entre ells la seva aliança amb les Disset Províncies de Flandes i els secrets auxilis, en alens i numerari, prestats a Carles Manuel I de Savoia.

## La Conjuració de Venecia
| « | <"Osuna, derrotava amb els seus galions a la flota veneciana en aigües de Gravosa i recolzava als pirates uscoques, enemics de Venècia. Intervenia en les negociacions dels tres personatges el sagaç i discret Francisco de Quevedo i Villegas, amic íntim d'Osuna. Els venecians temien d'un moment a un altre veure entrar pels seus canals la poderosa esquadra del duc d'Osuna. Perduda la República i humiliada en el seu decantat poder, va acudir a les seves manyoses arts i va llaurar la història de la desmesurada ambició d'Osuna, que, segons els agents venecians, projectava proclamar-se sobirà de Nàpols, i extremant encara més les seves intrigues, va inventar una suposada conjuració forjada per Bedmar i els seus dos col·legues, que tenia per objecte acabar amb Venècia. i una altra llegenda van ser cregudes, els enemics d'Osuna van preparar la seva caiguda, i va ser substituït per don Gaspar de Borja y Velasco quan menys ho esperava...Hom pecaria de lleuger si no analitzés l'esdeveniment conegut en la història amb el nom de Conjuració de Venècia. L'obra de Saint-Réal, que provava la complicitat dels espanyols, va tenir una gran ressonància. Van dubtar de la seva existència. L'obra de Saint-Réal, que provava la complicitat dels espanyols, va tenir una gran ressonància. Van dubtar de la seva existència, Grosley, Naudé i Capriara; l'admeten Botta, Ranke, Romanin, Babakhanian, Sismondi, Calisbert, i més propers, Battistella i Diehl. Cánovas del Castillo amb bones raons la nega rotundament. Opina Duro que la conjuració va ser fingida per Osuna en combinació amb Venècia, doncs projectava alçar-se rei de Nàpols, enganyant al governador de Milà i al marquès de Bedmar. El que defensen la veracitat del fet discutit confessen que els instruments escollits pels espanyols per apoderar-se de Venècia van ser aventurers, majoritàriament de nacionalitat francesa, com el capità Jacques Pierre, l'ancià Nicolás Renault de Nevers i el capità Baltasar Juven. La Signòria de Venècia, segons ells, va descobrir la conspiració i va castigar durament als seus autors."> | » |

Téllez va governar Nàpols, sinó amb sencera pau, que, això no era possible on la noblesa sempre va estar mal trobada amb la dominació espanyola, i on el duc, amb més temperament de soldat que de polític, sabia i practicava molta franquesa però poca dissimulació diplomàtica, almenys tenint la ciutat ben proveïda de recursos, els ports ben defensats i els mars nets de corsaris enemics.

El virrei recorria la ciutat, assistia als tribunals, sentia les queixes dels empresonats i feia ràpida justícia. Apercebia els carcellers, multava i processava els escrivans, assenyalava termes peremptoris als jutges i dictava mesures relacionades amb l'administració de la justícia, aplaudides pel poble. Són nombroses les anècdotes en què intervé el duc i en demostren l'enginy; entre elles reproduirem la citada per Luis Abreu de Mello en els seus Avisos para palacio: va voler merèixer amb ell un gentilhome, descobrint-li que un altre que no li era afecte publicava grans faltes en el seu procedir. El virrei, mostrant-li molt obligat, va enviar cridar en la seva presència a qui l'acusava, i havent vingut, amb afable semblant li va dir:
| « | <"Vaig enviar cridar a la vostra mercè, per advertir-vos que quan, portat d'alguna passió, volgués murmurar de mi, no sigui davant d'aquest gentilhome que aquí està, perquè després m'ho ve a dir."> | » |

## Empresonament y mort
El 1620 Téllez va tornar a Espanya, arribant a Madrid el 10 d'octubre, i quan el monarca es disposava a rebre els seus descàrrecs, va morir Felip III, succeint-li el seu fill. El nou favorit el comte-duc Olivares (Gaspar de Guzmán i Pimentel), buscant popularitat, als set dies del nou regnat va manar arrestar a Téllez, que va ser conduït en un cotxe a la fortalesa de l'Alameda, on va quedar amb molta guàrdia. El fonament dels càrrecs que se li feien era al luxe que, tant ell com la seva esposa, descendent de Hernán Cortés, feien ostentació. No ignorava Téllez les acusacions que contra la seva conducta es dirigien, però, va errar a presumir, diu Quevedo als seus Grans anals de quinze dies, que la seva consciència valia per tots els testimonis i que la seva grandesa i serveis eren de satisfacció de tot. I així, no va fer cap defensa, remetent-se al menyspreu que feia d'aquestes persecucions, i com que les lleis ni els jutges no es governen per consciències, va venir el duc a quedar desabrigat i sense resposta a les acusacions. El rei va nomenar una Junta per entendre en el seu procés; la duquessa que s'havia traslladat a la cort per atendre la defensa del seu marit, va lliurar al rei un memorial, notable per la noble energia de la seva expressió; el poble va portar molt malament aquella presó, estranyat que no es tinguessin en compte, en descàrrec de l'acusat, els eminents serveis prestats. Tot va ser inútil. La sanya d'Olivares es va encebar al duc. Malalt Téllez de calenturas i gota, va ser traslladat a la casa de do Íñigo de Cárdenas, situada entre els dos Carabancheles; després va tornar a ser empresonat, portant-lo a l'horta del Condestable, i traslladat, finalment, a Madrid, a les cases de Gilimón de la Mota, en elles va morir cristianament, edificant a tots els que envoltaven.

## Honors post-morten
Pocs dies després de morir a la presó el gran duc d'Osuna, el rei Felip IV de Felip IV escrivia al seu fill i successor donant-li el condol, i fent-se mal d'haver perdut tan bon vassall. De tan cruel é hipòcrita manera va portar-se el monarca amb aquell famós virrei, que va saber donar a Espanya dies de glòria quan la decadència s'anunciava per tot arreu, i que va merèixer elogis de poetes tan excelsos com Lope de Vega i Quevedo. Aquest últim va dedicar al seu amic i protector quatre magnífics sonets fúnebres, un dels quals reproduïm, encara que sigui el més conegut d'ells:
| « | Faltar pudo su patria al grande Osuna, Pero no á su defensa sus hazañas; Diéronle muerte y cárcel las Españas, De quien él hizo esclava la Fortuna Lloraron sus envidias, una á una, Con las propias naciones las extrañas, Su tumba son de FlandesLas Campañas, Y su epitafio, la sangrienta Luna, En sus exequías encendió al Vesuvio Parténope, y Tinacria al Mongibelo, El llanto militar creció en diluvio. Dióle el mejor lugar Marte en su cielo; La Mosa, el Rhin, el Tajo y el Danubio Murmuran con dolor su desconsuelo. | » |